# HMS Protector (A173)
HMS Protector (A173) je hlídkový ledoborec britského královského námořnictva. Mezi jeho hlavní úkoly patří hlídkování, hydrografický výzkum a logistická podpora britských polárních stanic. Původně se jednalo o civilní ledoborec MV Polarbjørn od roku 2011 provozovaný britským námořnictvem jako náhrada za havárií vážně poškozený hlídkový ledoborec HMS Endurance (A171). Námořnictvo tak získalo čas pro rozhodnutí, jak s Endurance naloží (plavidlo bylo sešrotováno).

## Stavba
Plavidlo bylo postaveno roku 2001 jako antarktická výzkumná loď Polarbjørn společnosti GC Rieber Shipping. Roku 2011 byla loď na tři roky pronajata britským námořnictvem jako dočasná náhrada za poškozený ledoborec Endurance. Následně prošla modernizací v ceně 5 milionů liber. Vylepšení se mimo jiné týkala komunikačních systémů a výzkumného vybavení, včetně malého motorového člunu. Dne 1. června 2011 loď dostala nové jméno Protector a 23. června 2011 byla zařazena do služby. Roku 2013 britské námořnictvo loď odkoupilo.